# 古里河
古里河，位于中国内蒙古自治区呼伦贝尔市鄂伦春自治旗东北部，是嫩江流域那都里河右岸的一条支流，也是最大的一条支流。古里河有大古里河和小古里河两源，皆发源于鄂伦春自治旗北部伊勒呼里山东南麓，大古里河为正源，两河相距约5千米，中间夹一条狭窄的低山丘陵，大体平行自西北向东南流，两河汇流后干流始称“古里河”，于古里乡古里农场附近汇入那都里河。河流全长157千米，流域面积2879平方千米，河道平均比降3.44‰。古里河河槽宽浅，两岸多沼泽，设有古里河国家湿地公园（隶属于黑龙江省大兴安岭地区加格达奇林业局）。古里河流域森林资源丰富，是中国重要的林业生产基地之一，设有古里机械化造林林场、古里林场等。下游沿河一带有农业种植区域。